# Campeonato Acreano 2010
In 2010 werd het 81ste Campeonato Acreano gespeeld voor clubs uit de Braziliaanse staat Acre. De competitie werd georganiseerd door de Federação de Futebol do Estado do Acre en werd gespeeld van 13 maart tot 6 juni. Rio Branco werd kampioen.

## Eerste fase
| Plaats | Club                  | Wed. | W | G | V | Saldo | Ptn. |
| ------ | --------------------- | ---- | - | - | - | ----- | ---- |
| 1.     | Rio Branco            | 9    | 8 | 0 | 1 | 28:10 | 24   |
| 2.     | Náuas                 | 9    | 7 | 1 | 1 | 17:4  | 22   |
| 3.     | Atlético              | 9    | 5 | 2 | 2 | 24:14 | 17   |
| 4.     | Juventus              | 9    | 5 | 0 | 4 | 20:12 | 15   |
| 5.     | Alto Acre             | 9    | 4 | 1 | 4 | 12:12 | 13   |
| 6.     | Plácido de Castro (1) | 9    | 5 | 2 | 2 | 15:11 | 11   |
| 7.     | Independência         | 9    | 2 | 2 | 5 | 17:29 | 8    |
| 8.     | ADESG                 | 9    | 2 | 1 | 6 | 16:25 | 7    |
| 9.     | Vasco da Gama         | 9    | 2 | 0 | 7 | 11:24 | 6    |
| 10.    | Andirá                | 9    | 0 | 1 | 8 | 10:29 | 1    |

 (1): Plácido de Castro kreeg zes strafpunten voor het opstellen van een niet-speelgerechtigde speler. 
|  | Geplaatst voor tweede fase |
|  | Degradatie                 |

## Tweede fase
|  | Halve finale | Halve finale | Halve finale |   |       | Finale | Finale | Finale |
|  |              |              |              |   |       |        |        |        |
|  | Atlético     | 1            | 0            |   |       |        |        |        |
|  | Náuas        | 2            | 0            |   |       |        |        |        |
|  | Náuas        | 2            | 0            |   | Náuas | 3      | 1      |        |
|  |              |              |              |   | Náuas | 3      | 1      |        |
|  |              | Rio Branco   | 5            | 1 |       |        |        |        |
|  | Juventus     | Rio Branco   | 5            | 1 | 1     | 2      |        |        |
|  | Juventus     |              |              |   | 1     | 2      |        |        |
|  | Rio Branco   | 2            | 4            |   |       |        |        |        |

Details finale
|              |                                 |       |                                                   |                                                   |
| 28 juni Heen | Náuas                           | 3 – 5 | Rio Branco                                        | Arena da Floresta, Rio Branco Toeschouwers: 2.498 |
| 28 juni Heen | Batista 47', 67' Ivan 88' (own) |       | 7' Ismael 17', 35' Juliano César 43', 83' Anselmo | Arena da Floresta, Rio Branco Toeschouwers: 2.498 |

|              |            |       |                |                               |
| 3 juli Terug | Rio Branco | 1 – 1 | Náuas          | Arena da Floresta, Rio Branco |
| 3 juli Terug | Lei 60'    |       | 40' Marcelinho | Arena da Floresta, Rio Branco |

### Kampioen
| Campeonato Acreano de 2010      |
| Acre                            |
| ------------------------------- |
| RIO BRANCO Kampioen (41° titel) |